# 秋山エリサ
秋山 エリサ（あきやま エリサ、1981年10月20日 - ）は、日本の女優。
成蹊大学卒業。フリーランス。

## 概要
東京都出身。南青山少女歌劇団出身。子役時代より舞台を中心に活動中。昼ドラ『非婚同盟』にレギュラー出演して話題を集める。俳優業以外にも日本パンコーディネーター協会の会員も務めており、パンシェルジュ検定2級の資格を持つ。
実兄は元Musical Academyの秋山純。

## 出演

### テレビドラマ
- ヒデとロザンナ物語 （1991年、TBSテレビ） - 万梨音 役
- アタックNo.1 （2005年、テレビ朝日） - 垣之内良子 役
- ケータイ刑事 銭形雷 （2006年、BS-i）
- 相棒Season5 第9話「殺人ワインセラー」（2006年、テレビ朝日）- ソムリエール・関紀子 役
- 非婚同盟 （2009年、東海テレビ放送） - 伊庭小百合 役
- 密会の宿 （2009年、テレビ東京）
- ROMES/空港防御システム （2009年、NHK総合） - 秘書 役

### その他
- ひらけ!ポンキッキ （1987年 - 1990年、フジテレビジョン） - レギュラー
- こどもにんぎょう劇場「タイムマシンの冒険1・2・3」（2006年・2007年、NHK教育） - 声の出演
- 笑顔がいちばん! （TBSテレビ） - レポーター

### 舞台
- 王様と私 （1990年、東京厚生年金会館/大阪フェスティバルホール） - 王女 役
- アニー （1991年、青山劇場/大阪厚生年金会館） - アイリーン 役
- オズの魔法使い （1992年、新宿コマ劇場） - ララバイ 役
- 大草原の小さな家 （1994年、東京厚生年金会館） - ローラ 役
- 大草原の小さな家 （1995年、新宿文化センター） - ネリー 役
- 墓堀たちのハムレット （1996年、博品館劇場 他） - オフィーリア 役
- 大草原の小さな家 （1996年、品川区きゅりあん 他） - ネリー 役
- 墓堀たちのハムレット （1997年、シアターV赤坂/近鉄小劇場） - オフィーリア 役
- アンネの日記 （1998年、世田谷パブリックシアター） - アンネ 役
- TWINS （2000年、新国立劇場/神戸オリエンタル劇場）
- くるみ割り人形 （演出：宮本亜門、2001年、赤坂ACTシアター）
- モーツァルト! （演出：小池修一郎、2002年、帝国劇場/日生劇場/ドラマシティ）
- シンデレラ・ストーリー （2003年、青山劇場/ドラマシティ 他）
- イーストウィックの魔女たち （2003年、帝国劇場）
- 劇団☆新感線「髑髏城の七人」（作：中島かずき/演出：いのうえひでのり、2004年、新国立劇場 他）
- マリー・アントワネット （松竹製作、演出：マキノノゾミ、2004年、新橋演舞場）
- NEVER GONNA DANCE （2005年、東京国際フォーラム　他）
- GODSPELL （演出：青井陽治、2005年、東京芸術劇場中ホール）
- セパレート・テーブルズ （演出：マキノノゾミ、2005年、全労済ホール スペース・ゼロ）
- 赤毛のアン （2006年、札幌/宮城/大阪/名古屋/福岡/広島/大宮/東京） - ダイアナ 役
- 禿禿祭 （演出：ケラリーノ・サンドロヴィッチ、2007年、世田谷パブリックシアター）
- セレブの資格 （演出：高瀬久男、2007年、ル・テアトル銀座）
- THE TAP GUY （作・演出：玉野和紀、2007年、博品館劇場）
- 夜と星と風の物語 （作：別役実/演出：藤原新平、2008年、シアター1010）
- アプローズ （演出：浜畑賢吉、2008年、東京グローブ座　他）
- FUNNY GIRL （上演台本・演出：正塚晴彦、2010年、赤坂ACTシアター　他）
- 大市民 （作・演出：川村毅、2010年、吉祥寺シアター）
- 社長、絶体絶命ですっ! （演出：増沢望、2011年、恵比寿エコー劇場）
- 岸田國士を読む〜親子の問答・空の赤きを見て〜 （演出：井上思、2011年、南青山MANDALA） - 美代 役
- コントンクラブimage5 （2011年、本多劇場）
- 音楽劇「カラミティ・ジェーン」（脚色・演出：吉川徹、2012年、東京：ルテアトル銀座/大阪：シアター・ドラマシティ） - ナンシー 役
- 石川さゆり特別公演「貞奴 世界を翔る」（脚本・音楽監修：なかにし礼/演出：金子良次、2012年、明治座） - ロイ・フラー 役
- 岸田國士を読む〜チロルの秋・沢氏の二人娘〜 （演出：井上思、2012年、南青山MANDALA） - 沢愛子 役
- MUIBO主催「Le nez ル・ネ」（演出：田中麻衣子、2012年、渋谷スペース・エッジ）
- スーパーエキセントリックシアタータイツマンズ10周年記念ライブ「タイツの花道」（作・演出：赤堀二英、2012年、あうるすぽっと）
- ミュージカル「ミー&マイガール」（演出：本間憲一、2013年、富山：オーバードホール） - ジャッキー 役
- ミュージカル「ロイヤルホストクラブ」（演出：竹本敏彰、2013年、1010シアター） - ロベリン 役
- ミュージカル「Nicky」（演出：竹本敏彰/音楽：玉麻尚一、2013年、IMAホール） - スージー 役
- 岸田國士を読む〜ここに弟あり・あの星はいつ現れるか・秘密の代償〜 （2013年） - ト書き / 母 / てる 役
- NODA-MAP第18回公演「MIWA」（作・演出：野田秀樹、2013年、東京芸術劇場 他）
- ミュージカル「ラブ・ネバー・ダイ」（2014年、日生劇場）
- 朗読劇「夜話-小川未明作品より-」（2014年、ティアラこうとう小ホール）
- ミュージカル「アイランド」（演出:中本吉成、2014年、六行会ホール） - エルズリー愛の女神 役
- 曽根崎心中 （演出：岡本さとる、2014年、京都：南座/東京：江東区文化センター） - お初 役
- sabor2〜お話と音楽と〜 （2014年、下北沢Com.Cafe音倉）
- ミュージカル「アルジャーノンに花束を」（2014年、東京：銀河劇場/大阪：サンケイホールブリーゼ）
- ミュージカル「メンフィス」（2015年、東京：赤坂ACTシアター 他）